# Ian Paice
Ian Anderson Paice (ur. 29 czerwca 1948 w Nottingham) – brytyjski perkusista, jedyny członek zespołu Deep Purple, który grał we wszystkich wcieleniach grupy (1968–76, 1984–). Zainspirowany grą perkusistów jazzowych, takich jak Gene Krupa i Buddy Rich. Występował gościnnie na płytach wielu artystów, m.in. Paula McCartneya, George’a Harrisona i Jima Capaldiego. Koncertował także wielokrotnie z Pete’em Yorkiem.
Paice zaczynał jako perkusista amatorskiego zespołu prowadzonego przez ojca, po czym związał się z zespołem Georgie & the Rave-Ons, który pod zmienioną nazwą na The Shindigs wydał w 1965 r. dwa single. W 1966 r. Paice dołączył do grupy MI5, w której śpiewał Rod Evans, pierwszy wokalista Deep Purple. W tym samym roku grupa zmieniła nazwę na The Maze. Pod tym szyldem wydała kilka singli i odbyła trasy koncertowe po europejskich klubach.
W 2016 został wprowadzony do Rock and Roll Hall of Fame.

## Działalność
W latach 1976–1977 współtworzył grupę Paice, Ashton & Lord, następnie (1979–1982) grał w grupie Whitesnake, potem zasilał skład zespołu Gary’ego Moore’a (styczeń 1982 – kwiecień 1984).

### 1992
Ian Paice wziął udział w charytatywnym koncercie na rzecz Leukaemia Research w Oksfordzie. Wystąpił wówczas z członkami zespołu Bad Company i Procol Harum. Wśród wykonywanych utworów znalazł się m.in. przebój "A Whiter Shade of Pale". Organizatorem koncertu była Sarah Lord, córka Jona Lorda.

### 1999
We wrześniu 1999 Ian Paice dołączył do Tony’ego Ashtona i Paula Martineza, z którymi wystąpił na kilku koncertach podczas Hell Blues Festival w Hell, w Norwegii. Podczas pobytu w Hell Paice dał też recital solowy.
Od wielu lat daje solowe recitale na całym świecie, podczas których prezentuje wybrane fragmenty kompozycji Deep Purple oraz odpowiada na pytania widowni. Często występuje także z lokalnymi zespołami.

### 2001
W grudniu 2001 r. Ian Paice odbył z Pete’em Yorkiem trasę koncertową po Niemczech, podczas której towarzyszyli im Miller Anderson i Colin Hodgkinson.

### 2002
W 2002 roku ukazało się solowe wydawnictwo Iana Paice’a, DVD Not For the Pro's. Limitowana wersja DVD zawierała także płytę CD ze studyjnymi nagraniami Paice’a z towarzyszeniem Millera Andersona i Colina Hodgkinsona zarejestrowanymi w czerwcu 2000 r. w studiu Abbey Road.

### 2004
W 2004 r. ukazało się drugie wydanie DVD pod zmienionym tytułem na On the Drums.
21 czerwca 2004 r. Ian Paice wziął udział, wraz z Chadem Smithem z Red Hot Chili Peppers, w otwarciu London Drum Company. Występ obu muzyków, razem i osobno, został sfilmowany i wydany na płycie DVD w 2005 r. W tym samym roku Paice ponownie spotkał się z Chadem Smithem podczas koncertu w ramach Modern Drummer Festival. 25 maja tego roku Paice wystąpił na koncercie w Wiedniu, gdzie zagrał z zespołem perkusisty Bernharda Welza. Na repertuar koncertu złożyły się zarówno klasyczne utwory Deep Purple, jak i te z najnowszych płyt zespołu (m.in. "Walk On" i "Silver Tongue").

### 2006
2006 rok Ian Paice rozpoczął 13 stycznia koncertem charytatywnym w Reading. 31 marca i 1 kwietnia Paice był wraz z Donem Aireyem gościem targów ProLight+Sound we Frankfurcie, gdzie muzycy zagrali dwa pokazowe koncerty z towarzyszeniem m.in. Thijsa van Leera z grupy Focus.

### 2007
25 lutego 2007 r. Ian Paice wystąpił w Austrii z profesjonalnym coverbandem Deep Purple, zespołem Demon's Eye, z którym oprócz rzadko granych utworów Deep Purple (m.in. "Emmaretta", "Sail Away", "Soldier of Fortune") wykonał także piosenki z repertuaru Whitesnake. 2 marca na koncercie w Treforest w Walii wsparł swoją obecnością Uniwersytet w Glamorgan i jego nową inicjatywę, Cardiff School of Creative & Cultural Industries. 20 września Paice wystąpił w II edycji koncertu charytatwynego The Sunflower Jam, organizowanego przez żonę muzyka – Jacky Paice, a 17 października zagrał w Liverpoolu, gdzie w drugiej części koncertu towarzyszył mu coverband Cheap Purple.

### 2008
13 stycznia 2008 Ian Paice wziął udział w charytatywnym koncercie Childline Rocks w Londynie, gdzie po raz pierwszy od 1976 r. wystąpił z Glennem Hughesem. Muzycy wykonali razem dwa utwory z repertuaru Deep Purple - "Mistreated" i "Might Just Take Your Life". 5 kwietnia Paice wystąpił w Padwie z włoskim coverbandem Deep Purple – zespołem Terzo Capitolo, a 1 czerwca na specjalnym koncercie "Pearl Day 2008". 25 września, jak co roku, wziął udział w charytatywnym koncercie The Sunflower Jam. W następnych miesiącach, pomiędzy kolejnymi trasami z Deep Purple, wystąpił gościnnie z dwoma coverbandami – we Włoszech z Machine Head (29 sierpnia) oraz w Niemczech z Purpendicular (17–20 grudnia). Z tym ostatnim wykonywał kilka mniej znanych utworów z repertuaru Deep Purple, m.in. "Bad Attitude".

### Koncerty w Polsce
Solowe występy Paice’a w Polsce odbyły się w 1997, w 2002 w Opolu oraz w 2005 w Opolu i w Piekarach Śląskich.
W 2005 na dwóch koncertach towarzyszyła mu szczecińska grupa Free Blues Band.
W 2009 6 i 7 Listopada Ian Paice & Free Blues Band zagrali w Bydgoszczy i w Szczecinie w klubie Free Blues Club.

## Dyskografia

### z The Shindings
- 1965 One Little Letter/What You Gonna Do (SP, Wielka Brytania)
- 1965 A Little While Back/Why Say Goodbye (SP, Wielka Brytania)

### z MI5 i The Maze
- 1966 You'll Never Stop Me Loving You/Only Time Will Tell (SP, Wielka Brytania)
- 1966 Hello Stranger/Telephone (SP, Wielka Brytania)
- 1967 Aria Del Sud/Non Fatemio Odiare (SP, Włochy)
- 1967 Harlem Shuffle/What Now/The Trap/I’m So Glad (EP, Francja)
- 1967 Catteri, Catteri/Easy Street (SP, Wielka Brytania)

### z Whitesnake
- 1980 Ready An' Willing
- 1980 Live... in the Heart of the City
- 1981 Come an’ Get It
- 1982 Saints & Sinners
- 2004 The Early Years (kompilacja)

### z Gary Moore Band
- 1982 Corridors of Power
- 1982 Live at the Marquee (EP)
- 1983 Falling in Love with You (EP)
- 1983 Rocking Every Night
- 1983 Victims of the Future
- 1984 We Want Moore!

### solowa
- 2002 Not for the Pro's (DVD+CD)
- 2005 Chad Smith & Ian Paice – Live Performances, Interviews, Tech Talk and Soundcheck (DVD)
- 2006 Modern Drummer Festival 2005 (DVD)
- 2007 Ian Paice and Friends Live in Reading 2006 (DVD)

### gościnne nagrania
- 1967 Do Your Own Thing/Goodbye Baby Goodbye (Soul Brothers, SP, Wielka Brytania)
- 1968 I Shall Be Released/Down In The Flood (Boz Burrell, SP, Wielka Brytania)
- 1968 I Feel Fine/Let Me Love You (Tony Wilson, SP, Wielka Brytania)
- 1971 Natural Magic (Green Bullfrog)
- 1971 In My Time (Mike Hurst)
- 1972 Gemini Suite (Jon Lord)
- 1972 Home is Where You Find It (Eddie Hardin)
- 1972 The Pete York Percussion Band (The Pete York Percussion Band)
- 1972 Squeeze (Velvet Underground)
- 1973 Bump & Grind (Jackson Heights)
- 1974 E.H. in the UK – The Eddie Harrin London Sessions (Eddie Hardin)
- 1974 First of the Big Bands (Tony Ashton & Jon Lord)
- 1975 Funkist (Bobby Harrison)
- 1977 You Can’t Teach An Old Dog New Tricks (Eddie Hardin)
- 1978 Composition (Kirby)
- 1980 And About Time Too (Bernie Marsden)
- 1981 Look At Me Now (Bernie Marsden)
- 1981 Free Spirit (Ken Hensley)
- 1982 Before I Forget (Jon Lord)
- 1983 Arrested – The Royal Philharmonic Orchestra & Friends Tribute to Police
- 1987 Super Drumming (Pete York & Friends)
- 1989 Best of Dark Horse 1976-89 (George Harrison)
- 1993 BBC Radio 1 Live in Concert '74 (Tony Ashton & Jon Lord)
- 1994 From Time To Time (Ken Hensley)
- 1999 Jump the Gun (Pretty Maids)
- 1999 Run Devil Run (Paul McCartney)
- 1999 Live at the Cavern (Paul McCartney, DVD)
- 2001 Living on the Outside (Jim Capaldi)
- 2001 Twister (Max Magagni)
- 2003 E-Thnik (Mario Fasciano)
- 2003 Dal Vero (Tolo Marton)
- 2006 Gillan’s Inn (Ian Gillan)
- 2006 Time To Take A Stand (Moonstone Project, +2008 wyd. poszerzone)
- 2007 Little Hard Blues (Andrea Ranfagni)
- 2009 Rebel On The Run (Moonstone Project, piosenka "Halfway To Heaven")

## Filmografia
- Heavy Metal: Louder Than Life (2006, film dokumentalny, reżyseria: Dick Carruthers)[3]
- Highway Star: A Journey in Rock (2007, film dokumentalny, reżyseria: Craig Hooper)[4]